# Grace Gear
Grace Gear, née le 2 juillet 1998 à Welwyn Garden City, est une joueuse professionnelle de squash qui représente l'Angleterre. Elle atteint la 40e place mondiale en mars 2025, son meilleur classement.

## Biographie
Elle commence à jouer au squash à l'âge de 5 ans après avoir été initié au squash par son frère. Son premier club est le Herts Country Club, dans le Hertfordshire, très présent dans ce sport car il organisait régulièrement des tournois professionnels et juniors.
Après être tombé amoureux du jeu, elle fréquente le club de squash autant que possible et commence à participer à des événements juniors dès l'âge de 11 ans. Elle représente l'Angleterre tout au long de sa carrière junior.

## Palmarès

### Titres
- Championnats d'Europe par équipes : 2025